# فيصل بن خالد بن عبد العزيز آل سعود
 فيصل بن خالد بن عبد العزيز آل سعود (1954 -)، من مواليد مدينة الرياض. مستشار خادم الحرمين الشريفين ورئيس مجلس أمناء مؤسسة الملك خالد الخيرية، أمير منطقة عسير منذ 28 ربيع الآخر 1428 هـ الموافق 16 مايو 2007 حتى 20 ربيع الآخر 1440 هـ الموافق 27 ديسمبر 2018. هو أحد أبناء الملك خالد بن عبد العزيز آل سعود، وترتيبه التاسع، وكان يشغل سابقاً منصب أمير منطقة عسير

## تعليمه
درس الأمير فيصل بن خالد بن عبد العزيز آل سعود المرحلة الابتدائية والمتوسطة في مدارس الثغر النموذجية ودرس المرحلة الثانوية في معهد العاصمة النموذجي بالرياض، أكمل دراسته الجامعية في أمريكا في جامعة سان ماتيو.

## هواياته
الأمير فيصل بن خالد بن عبد العزيز آل سعود من المحبين والداعمين لرياضة الفروسية ويملك اسطبل الأمير فيصل بن خالد (الإسطبل الأحمر)، كما يهتم بالمحافظة على الموروث والأصالة وذلك باهتمامه بالشعر وخاصة المحاورة ورعايته له. وهو عضو شرف نادي الهلال والاهلي السعودي.

## منطقة عسير
بعد وفاة الأمير عبد المجيد بن عبد العزيز آل سعود ، بتاريخ 18 ربيع الآخر 1428هـ الموافق لـ 5 مايـو 2007م، أصدر الملك عبد الله بن عبد العزيز آل سعود أمراً ملكياً بإعفاء سمو الأمير خالد بن فيصل بن عبد العزيز آل سعود أمير منطقة عسير من منصبه وتعيينه أميراً لـ مكة المكرمة ، وأمراً ملكياً أخر بتعيين الأمير فيصل بن خالد بن عبد العزيز آل سعود أميراً لـ منطقة عسير، وكان ذلك بتاريخ 29 ربيع الآخر 1428هـ الموافق لـ 16 مايو 2007.

## مزرعة المغترة
يملك الأمير فيصل بن خالد مزرعة المغترة عن والده، وهي من أكبر مزارع إنتاج الخيول في المملكة العربية السعودية، ويجرى سنوياً انطلاق مهرجان المغترة وهو مهرجان شعراء المحاورة على مستوى الخليج، وذلك بمشاركة كبار الشعراء.

## اخوته
- بندر بن خالد بن عبد العزيز آل سعود هو الابن البكر للملك خالد بن عبد العزيز آل سعود، شاعر شعبي من شعراء النبط لقب نفسه بالمشتاق.
- عبد الله بن خالد بن عبد العزيز آل سعود. يرأس مؤسسة الملك خالد الخيرية.
- الجوهرة بنت خالد بن عبد العزيز آل سعود
- نوف بنت خالد بن عبد العزيز آل سعود
- فهد بن خالد بن عبد العزيز آل سعود (توفيً صغيراً)
- موضي بنت خالد بن عبد العزيز آل سعود
- حصة بنت خالد بن عبد العزيز آل سعود (متوفاة)
- البندري بنت خالد بن عبد العزيز آل سعود
- مشاعل بنت خالد بن عبد العزيز آل سعود(متوفاة)